# Carl Djerassi
Carl Djerassi, né le 29 octobre 1923 à Vienne (Autriche) et mort le 30 janvier 2015 à San Francisco, est un chimiste, romancier, dramaturge, collectionneur d'art surtout connu pour son apport à la conception de la première pilule contraceptive. Il a en effet participé, avec Luis E. Miramontes et George Rosenkranz, à l'invention en 1951 de la noréthistérone, un progestatif de synthèse, à partir de laquelle Gregory Pincus et John Rock feront le premier contraceptif oral.

## Biographie
Né le 29 octobre 1923 à Vienne, il est le fils d'Alice Friedmann, médecin et dentiste juive viennoise et de Samuel Djerassi, médecin juif séfarade bulgare.
L'entrée triomphale d'Adolf Hitler à Vienne, en mars 1938, précipite sa famille vers l'exil. Séparés depuis des années, les parents de Djerassi se remarient à la hâte afin de pouvoir se réfugier à Sofia, en Bulgarie. Ce sera la dernière étape avant l'émigration de la mère et du fils aux États-Unis.
Les médecins américains apprennent à l'adolescent que son genou gauche, à la suite d'un accident de ski en Bulgarie, s'est irrémédiablement infecté. Il devra s'accommoder pour le reste de ses jours d'une jambe raide et plus courte, ce qui ne l'empêche pas de continuer à skier.
Djerassi se marie pour la première fois à 19 ans, et n'a pas encore 22 ans quand il passe son doctorat de chimie organique. Il accepte, en 1949, de diriger les recherches sur les stéroïdes dans un laboratoire de Mexico, Syntex, fondé par l'exilé juif d'origine hongroise George Rosenkranz.
En octobre 1951, lui et le jeune chercheur mexicain Luis Miramontes réalisent une synthèse efficace de la progestérone, la noréthistérone. Un quart de siècle auparavant, le physiologiste autrichien Ludwig Haberlandt (en) avait déjà eu l'idée d'administrer de la progestérone aux femmes afin d'empêcher des grossesses non désirées. Mais les milieux catholiques, très influents en Autriche, le brimèrent tant qu'il avait fini par se suicider, en 1932.
Aux États-Unis, des progressistes financent la quête d'un moyen contraceptif sûr : ce sera la « pilule », un comprimé alors fortement dosé en œstrogènes et en progestérone, mis au point durant les années 1950 par John Rock et Gregory Pincus. Libéré de son contrat de recherche, il achète aussitôt des actions de Syntex, détentrice, grâce à lui, de brevets pour produire de la progestérone et de la cortisone à partir d'une racine mexicaine.
En 1960, l'année de mise sur le marché de la pilule, Carl Djerassi entre à l'université Stanford (Californie).
Il est devenu un grand collectionneur, surtout des dessins de Paul Klee : sa collection a compté 150 œuvres de cet artiste.
Sa fille Pamela, née comme son fils Dale de sa seconde épouse, s'est tuée en 1978, à l'âge de 28 ans.
Sa troisième épouse, l'écrivaine Diane Middlebrook, fut sa compagne pendant trente ans. Depuis sa mort en 2007, Carl Djerassi séjourne souvent en Europe, et s'est réconcilié avec Vienne, où il a recouvré, en 2008, la nationalité autrichienne. Il a ainsi légué au musée Albertina la moitié de sa collection de dessins de Klee, à parts égales avec le musée d'Art moderne de San Francisco.

## Œuvre littéraire
Carl Djerassi cultive un genre littéraire qu'il a appelé « science-in-fiction », puis « science-in-theatre », la scène lui apparaissant comme un vecteur mieux adapté à son projet de faire réfléchir en amusant.
Sa première pièce, An Immaculate Misconception (« Une immaculée Conception erronée »), est vouée aux techniques d'insémination artificielle.
À l'occasion du centenaire du prix Nobel, en 2001, le chercheur-écrivain imagine dans Oxygène (Toulouse PU Mirail) – avec le Nobel de chimie Roald Hoffmann – que l'Académie royale suédoise des sciences décide d'attribuer un « Nobel rétroactif » à celui qui a découvert ce gaz. Sauf que le candidat évident, le Français Antoine Lavoisier, n'est pas seul en lice...
Dans Calculus (« Calcul »), il montre comment Isaac Newton manipule la Société royale des sciences, dans l'Angleterre du XVIIe siècle, afin de s'assurer de sa suprématie sur son rival Gottfried Leibniz dans le développement du calcul différentiel.
Sa huitième pièce de théâtre, Foreplay (Préliminaires), un texte édité en 2011 en anglais, en allemand et en espagnol. Il s'agit d'une fiction sur « l'adultère émotionnel et intellectuel » qu'aurait noué sous forme épistolaire Gretel Adorno – chimiste de formation, épouse dévouée du chef de file de l'école philosophique de Francfort Theodor Adorno – avec l'écrivain Walter Benjamin, qui se suicida en 1940, alors qu'il fuyait les nazis.

### Ouvrages traduits en français
- Djerassi : De la chimie des hormones à la pilule, de Carl Djerassi, éd. Belin, coll. « Un savant, une époque », 1995, 415 p. Paru en anglais sous le titre : The Pill, Pygmy chimps and Degas' horse, BasicBooks, 1992)
- Biologie moderne & visions de l'humanité, d'Axel Kahn, Evandro Agazzi, Gilbert Hottois et Carl Djerassi, éd. De Boeck, 2004, 230 p.
- Oxygène, de Carl Djerassi et Roald Hoffmann, traduction et adaptation en français d’Aimée et Jean-Michel Kornprobst, préface de Bernadette Bensaude-Vincent et Brigitte Van Tiggelen, éd. Presses Universitaires du Mirail, Toulouse, coll. « Interlangues - Civilisations », 2003, 151 p.

- Le Dilemme de cantor, de Carl Djerassi, éd. Balland, 1992

## Distinctions et récompenses
- 1958 : ACS Award in Pure Chemistry
- 1960 : prix Ernest-Guenther
- 1973 : National Medal of Science
- 1975 : médaille Perkin
- 1991 : National Medal of Technology
- 1995 : prix Prince Mahidol
- 1992 : médaille Priestley
- 1997 : prix Willard-Gibbs
- 1999 : médaille autrichienne des sciences et des arts
- 2009 : prix Alecrin (Vigo)
- Croix de commandeur de l'ordre du Mérite

## Source
- « Carl Djerassi : une vie au nom des femmes », Le Monde Magazine, 16 septembre 2011